# ÖLAG

Junkers G 24 компанії ÖLAG (борт A-100) в аеропорту Зальцбурга, фото Вальтера Міттельхольцера (1933)

Österreichische Luftverkehrs AG, скорочено ÖLAG або OeLAG — заснована 1923 року австрійська авіакомпанія. У 1939 році, після аншлюсу була об'єднана з німецькою Luft Hansa. Базовий аеропорт Відень-Асперн.

## Історія
3 травня 1923 року Вальтер Бардас-Барденау отримав дозвіл від австрійського уряду на створення авіакомпанії. Він придбав один відсоток акцій нещодавно створеної Österreichischen Luftverkehrs-Aktiengesellschaft, решта акцій дісталася Österreichische Eisenbahn-Verkehrsanstalt AG (до 2001 року: Österreichische Eisenbahn-Verkehrs-Anstalt GmbH: 50 %) та Junkers-Werke (49 %). 
Флот повітряних суден попервах складався з Junkers F 13. Перший рейс компанії з Мюнхена до Відня було проведено 14 травня 1923; літаком „D-219” керував Ганс Баур.  Після польоту тривалістю в 1 годину 45 хвилин літак приземлився в Єдлезеє; далі на ньому закріпили поплавки і він продовжив подорож до Будапешту.
Спочатку компанія працювала в рамках створеного Юнкерсом Трансєвропейського Союзу.. Напрямки рейсів включали Мюнхен, Будапешт, Нюрнберг, Грац, Клагенфурт та Санкт-Вольфганг; деякі напрями в Австрії обслуговувалися гідролітаками. Розпад Союзу у вересні 1926 р. призвів до призупинення дії декількох маршрутів.
З 1927 року компанія ÖLAG за державної підтримки закуповувала нові літаки. Угода, укладена в тому ж році із Deutsche Luft Hansa, передбачала спільне використання повітряних суден обох компаній. У наступний період була створена мережа маршрутів, що простяглася від Відня до Берліна, Будапешта та Мілана. У 1932 році Luft Hansa придбала 49% акцій, що раніше належали Junkers. По закінченню світової економічної кризи парк поповнився кількома Junkers Ju 52/3m. Швидкий розвиток підприємства у 1930-ті роки на якийсь час привів його на четверте місце серед європейських авіаліній.
У 1938 році ÖLAG планувала розпочати рейси до Риму, Парижа та Лондона. З цією метою передбачалося використання чотиримоторних Junkers Ju 90. Після приєднання Австрії до Німеччини у березні 1938 р. від цих планів довелося відмовитися; компанія перейшла під повний контроль Lufthansa та була поглинена нею 1 січня 1939 року. У червні 1939 року ÖLAG було виключено із торгового реєстру.

### Після війни

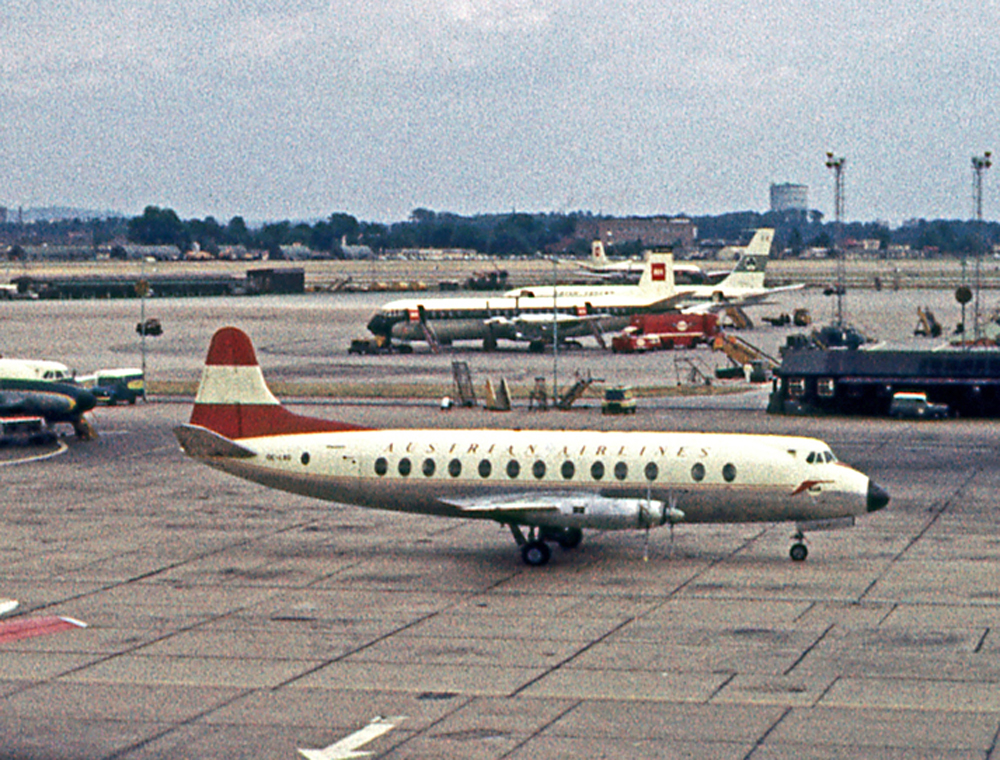
Vickers Viscount 837 компанії Austrian Airlines в аеропорту Лондон-Гітроу, 1962 рік.

Після Другої світової війни Австрія, відповідно до Декларації про незалежність 1955 року, була відокремлена від Німеччини. Проте, нещодавно відтворена держава не мала національної авиакомпанії. Цей недолік мали виправити створені у тому року дві окремі компанії: Air Austria і Austrian Airways.  4 квітня 1957 року відбулося їх злиття, в результаті якого була утворена компанія, що знову отримала назву Österreichische Luftverkehrs AG і функціонує й зараз під маркою Austrian Airlines. 30 вересня 1957 року нове підприємство розпочало роботу, а перший політ літака, що йому належав, відбувся 31 березня 1958 року, коли орендований Vickers Viscount 779 вилетів з Відня на регулярний рейс до Цюріха та Лондона.

## Флот
За винятком Douglas DC-2 всі інші літаки ÖLAG були виготовлені компанією Junkers. Багато них були орендовані у Luft Hansa (з 1933 р. Lufthansa) і використовувалися у ÖLAG лише протягом короткого часу.
У 1939 році Lufthansa придбала 6 ще придатних до польотів Ju 52. Кілька уцілілих старих машин, у тому числі G 24, були списані в наступні місяці. 
Наступні літаки тимчасово використовувалися компанією ÖLAG:
22 Junkers F 13закуплені між 1923 та 1929 pp.
1 Junkers G 23Зафрахтований у Lufthansa у 1927 р.
3 Junkers G 24закуплені між 1924 та 1931 pp.
1 Junkers G 31закуплено 1928 р.
1 Douglas DC-2у період з 1934 по 1936 рік в основному використовувався як урядовий літак, потім був проданий Swissair
7 Junkers Ju 52/3mзакуплені між 1935 та 1938 роками.

## Аварії та катастрофи
- 14 серпня 1930 Junkers F 13 розбився поблизу Вайлер-ім-Алльгой, пілот загинув.
- 2 вересня 1930 ще один F 13 зазнав аварії у Валльгау, пілот загинув.

Далі літаки ÖLAG експлуатувалися без пригод до 1938 року.